# Rollerball (película de 1975)
Rollerball (Un futuro próximo en España, y Gladiadores del Futuro en Hispanoamérica) es una película de ciencia ficción distópica dirigida por Norman Jewison en 1975.
En la película, el mundo del 2018 es un estado corporativo global, que contiene entidades tales como Energy Corporation, un monopolio global de energía con su base en Houston que hace transacciones con corporaciones nominales que controlan el acceso al transporte, lujo, vivienda, comunicación y alimentos a escala global.

## El juego
El título de la película es el nombre de un deporte ficticio globalmente popular, alrededor del cual tienen lugar los eventos del film. Es similar al juego de roller derby, en el que dos equipos vestidos con armadura corporal patinan en roller skates alrededor de una pista circular, con bancos alrededor. Sin embargo ahí termina la similitud. El objeto del juego es hacer puntos compitiendo con el equipo contrario, por medio de una bola de acero, metiéndola dentro de la portería contraria, que es magnética, con un área de inserción cónica colocada en la pared de la Arena. El equipo que no tiene la bola es el defensivo, y actúa tratando de prevenir el gol, mientras que el equipo que posee la bola es el ofensivo y su objetivo es marcar el gol. Es un deporte de contacto total en el cual los jugadores tienen una libertad considerable para atacar a los jugadores opuestos para tomar o mantener la posesión de la bola y hacer puntos; realmente, en este superpoblado futuro, el objeto del juego en la historia corta original era el de matar a los jugadores. Adicionalmente cada equipo tiene tres jugadores quienes manejan motocicletas, a las que los jugadores se pueden acoplar y ser remolcados. El jugador en posesión de la bola debe de mantenerla a la vista en todo momento.
Los equipos de Rollerball tienen nombres que representan a las ciudades en las que están viviendo, y sus propietarios son las diversas corporaciones globales. Energy Corporation es la que apoya al equipo de Houston. El juego es un sustituto de todos los equipos deportivos existentes y de la guerra presente. Su propósito notorio es el entretenimiento. Mr. Bartholomew, un ejecutivo de alto nivel de la corporación, lo describe como un deporte diseñado para mostrar la futilidad del esfuerzo individual.

## Argumento
La película relata la historia de Jonathan E., el astro deportivo veterano del equipo de Houston de Energy Corporation (interpretado por James Caan). Debido a su rendimiento excepcional a lo largo del tiempo, Jonathan se ha convertido en el más reconocido jugador de Rollerbal en la historia; la gente de todo el mundo lo reconoce al instante. Este reconocimiento es problemático para las corporaciones hegemónicas. Después de otra presentación impresionante donde el rendimiento del equipo de Houston hace que venza sobre el equipo de Madrid llevándose la victoria de fin de la temporada, el director general de Energy Corporation, el Sr. Bartholomew, (interpretado por John Houseman), le ofrece a Jonathan una interesante jubilación (incluyéndose un show televisado de alta visibilidad y un paquete de incentivos dándole “privilegios”: el manejo de la sociedad) a Jonathan. Esto muestra que Jonathan estuvo casado con una dama, Ella (interpretada por Maud Adams), y que su matrimonio finalizó cuando fue prometida a un ejecutivo.
La película se desenvuelve alrededor de la confusión de Jonathan para entender que está enfrentándose a una fuerte presión que le pide se retire; para él, Rollerball se degrada en una violencia sin sentido. Se anuncia que el juego de la semifinal versus el equipo de Tokio será jugado sin penales y con un número limitado de jugadores de reemplazo, aun así Jonathan rehúsa la advertencia e ingresa en el juego; la brutalidad reclama las vidas de muchos jugadores, incluyendo al motociclista líder de Houston, Blue y dejando también a su mejor amigo y compañero de equipo, Moonpie (interpretado por John Beck) con muerte cerebral cuando dos jugadores japoneses lo despojan de su casco y le propinan un severo golpe en la cabeza.
Las corporaciones tienen una reunión de emergencia para discutir la obstinación de Jonathan a retirarse, y deciden que el juego de campeonato contra el equipo de Nueva York será jugado sin penales, jugadores substitutos, o tiempo límite, con la esperanza de que Jonathan, si es que decide participar, será asesinado durante el transcurso del juego.
Tras mucha introspección personal y un profundo análisis de la verdadera naturaleza de las corporaciones que están manejando el mundo, Jonathan decide que jugará el juego, a pesar de los evidentes peligros. Naturalmente, el juego final pierde rápidamente la semblanza del orden cuando los jugadores son retorcidos y asesinados en orden aleatorio. La multitud, rabiosa y energizada a inicios del juego, se convierte gradualmente más y más en una masa subyugada por la carnicería que se crea y se degrada a un evento tipo “gladiador”, donde se espera que quede el último hombre.
Al final, Jonathan es el último miembro móvil del equipo de Houston. Quedan dos jugadores de Nueva York. Después de un breve y violento enfrentamiento, Jonathan acaba con uno de los jugadores, y entonces toma control de la bola, arrastrando al último jugador de Nueva York, sin ayuda, por el cuello y se prepara fatalmente a despacharlo, mientras que la multitud y el Sr. Bartholomew observan en completo silencio.
Después de una pausa, Jonathan suelta a su oponente, lentamente se pone de pie, y dolorosamente se dirige hacia el gol, metiéndolo por última vez. Gana en un juego donde no hay ganador.
Mientras el Sr. Bartholomew parte derrotado y quizá disgustado, los entrenadores y fanáticos de ambos equipos empiezan a gritar "¡Jon-a-than!" vociferando y gritando cada vez más alto e intensamente mientras que Jonathan circula alrededor de la pista. Cuando las emociones llegan al clímax, la película se corta repentinamente mostrando a Jonathan, contrastado con la misma música con la que empezó la película, el icono de la más famosa Toccata de Bach, Tocata y fuga en re menor, BWV 565.